# Vjekoslav Kobešćak
Vjekoslav Kobešćak (Zagabria, 20 gennaio 1974) è un ex pallanuotista e allenatore di pallanuoto croato, vincitore di una medaglia di argento ai giochi olimpici di Atlanta 1996.

## Carriera
Dal 1991 al 2011 con il Mladost Zagabria ha conquistato una Coppa dei Campioni, una Coppa LEN, una Coppa delle Coppe, una Supercoppa LEN, una Coppa Comen, dieci campionati croati e otto Coppe di Croazia.

### Allenatore
Alle Olimpiadi di Londra, nel 2012, svolge il ruolo di assistente della nazionale croata. Nel marzo del 2015 subentra come allenatore del Jug Dubrovnik in sostituzione di Miho Bobić.
Solo nella stagione 2015-2016 vinse quattro trofei, Coppa di Croazia, Campionato croato, Lega Adriatica ed Eurolega.
Il 20 novembre 2022 guida il Jug Dubrovnik alla vittoria della prima edizione di Supercoppa di Croazia. Dal 2022 è assistente della nazionale di pallanuoto francese.

## Palmarès

### Allenatore

#### Trofei nazionali
- Campionato croato: 6

Jug Dubrovnik: 2015-16, 2016-17, 2017-18, 2018-19, 2019-20, 2021-22
- Kup Hrvatske: 7

Jug Dubrovnik: 2015-16, 2016-17, 2017-18, 2018-19, 2022-23, 2023-24, 2024-25
- Supercoppa di Croazia: 2

Jug Dubrovnik: 2022, 2024

#### Trofei internazionali
- Eurolega: 1

Jug Dubrovnik: 2015-16
- Supercoppa LEN: 1

Jug Dubrovnik: 2016
- Lega Adriatica: 4

Jug Dubrovnik: 2015-16, 2016-17, 2017-18, 2022-23
- Coppe LEN: 1

Jug Dubrovnik: 2023-24